# Волиця-Пуста
Волиця-Пуста (пол. Wolica Pusta, нім. Wüstenfeld) — село в Польщі, у гміні Нове-Място-над-Вартою Сьредського повіту Великопольського воєводства.
Населення — 433 особи (2011).
У 1975-1998 роках село належало до Познанського воєводства.

## Демографія
Демографічна структура станом на 31 березня 2011 року:
|          | Загалом | Допрацездатний вік | Працездатний вік | Постпрацездатний вік |
| -------- | ------- | ------------------ | ---------------- | -------------------- |
| Чоловіки | 218     | 65                 | 130              | 23                   |
| Жінки    | 215     | 49                 | 128              | 38                   |
| Разом    | 433     | 114                | 258              | 61                   |